# Leo Tindemans
Leonard Clemence Tindemans dit Leo Tindemans  (né le 16 avril 1922 à Zwijndrecht (province d'Anvers) et mort le 26 décembre 2014  à Edegem (province d'Anvers)) est un homme politique belge de tendance démocrate chrétienne, Premier ministre de 1974 à 1978-1979. Il est membre du Christelijke Volkspartij (CVP), l'actuel Christen-Democratisch en Vlaams (CD&V).

## Biographie

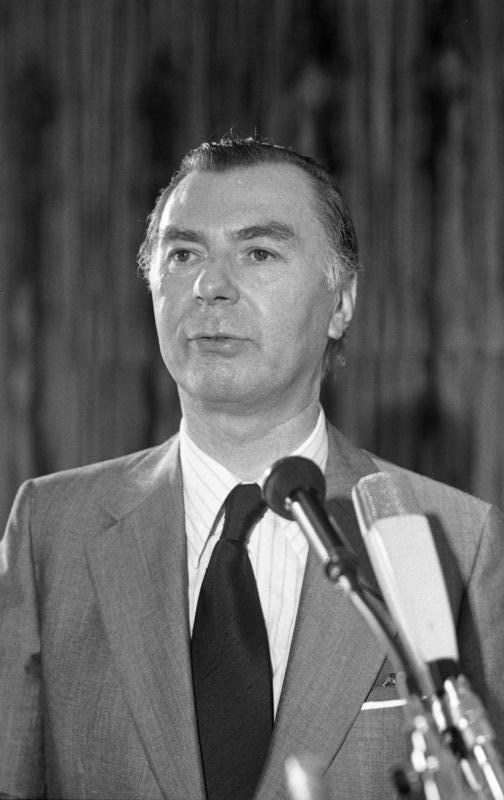
Leo Tindemans en 1977.

Leo Tindemans est né le 16 avril 1922 à Zwijndrecht. Il commence sa carrière comme journaliste pour la Gazet van Antwerpen, avant de rejoindre le centre d'études politiques économiques et sociales. Il fait son entrée en politique en 1958, en devenant secrétaire national du Parti social-chrétien. En mai 1961, à la mort de Frans Van Cauwelaert, il lui succède comme député d'Anvers, poste qu'il occupe jusqu'en 1989.
En 1970, la première réforme de l'État se base sur les travaux de Tindemans. À partir de 1972, il est ministre de l'agriculture et des classes moyennes. Il gagne une certaine popularité, ayant reçu des menaces à la suite de l'interdiction de la chasse des oiseaux au filet. 
À la suite de la chute du gouvernement Gaston Eyskens V sur la question des Fourons, Tindemans devient vice-premier ministre et ministre du budget du nouveau gouvernement Leburton.
Lors des élections législatives belges de 1974, la campagne du PSC met l'accent sur la personnalité de Tindemans, et remporte un succès électoral, ce qui lui permet de devenir premier ministre, à la tête du gouvernement Tindemans I. Celui-ci doit traiter la question communautaire en même temps que des problèmes socio-économiques. En 1974, il vote une loi sur les régions, mais perd l'appui du rassemblement wallon. En 1976, il met en place un plan de relance, mais ne consulte pas les partenaires sociaux et fait face à des grèves.
Les élections de 1977 voient une victoire accrue du parti social-chrétien, Leo Tindemans forme un nouveau gouvernement avec les socialistes, le FDF et la Volksunie. Pour cela, il s'engage à un nouvel accord sur la question communautaire, le pacte d'Egmont, qui va envenimer les relations au sein de son gouvernement. Il quitte le poste de Premier ministre le 11 octobre 1978, faisant de la sorte capoter l'accord d'Egmont-Stuyvenberg, qui avait pour ambition de mettre en place le fait régional en Belgique. Il prononce alors la célèbre phrase « La constitution n'est pas un chiffon de papier ».
Le gouvernement Vanden Boeynants II, qui succède, a exactement la même composition, à l'exception de Tindemans lui-même. Celui-ci devient président du CVP, mais n'est plus populaire parmi les francophones.
Il est ensuite ministre des affaires étrangères pour le gouvernement Martens V entre 1981 et 1985. Il s'occupe notamment des relations entre la Belgique et les États-Unis, et malgré les manifestations et les querelles politiques fait installer des missiles américains en Belgique en mars 1985.
Ministre des Affaires étrangères (1981-1989), président du Parti populaire européen (PPE) (1976-1985), plusieurs fois député (notamment pendant la 47e législature de la Chambre des représentants (1988-1991), il est président d'honneur du PPE.
Il se retire en 1999 de la politique, déclarant qu'il est « un homme politique du vingtième siècle, pas du vingt-et-unième ».

### Engagement européen
Aux élections européennes de 1979, il est tête de liste du CVP, et remporte une grande victoire électorale.
Fédéraliste convaincu, il est célèbre pour son rapport de l'union politique de l'Europe de 1975. Anversois, il étudie la science politique à la Katholieke Universiteit Leuven. D'abord journaliste et fonctionnaire, il entreprend une carrière politique. Bourgmestre d'Edegem (1965-1976), député d'Anvers (1961-1989), ministre des Affaires communautaires flamandes en 1970, puis de l'Agriculture et de la Classe ouvrière (1971-1973).
En 1974, le sommet de Paris charge Leo Tindemans, qui vient d'être nommé Premier ministre de Belgique, de définir une conception d'ensemble de l'Union européenne. Leo Tindemans pose que l'Union européenne n'est pas une fin en soi, mais une étape sur le chemin de l'unification. En décembre 1975, le rapport Tindemans est présenté au Conseil européen et publié. Tindemans préconise dans son rapport une union monétaire (ce qui sera in fine concrétisé par l'euro), un renforcement du pouvoir parlementaire, une politique sécuritaire et étrangère commune et la création d'une agence européenne de l'armement. En 1976, il est lauréat du prix international Charlemagne.

## Distinctions
- Nommé ministre d'État en 1992.
- Prix international Charlemagne d'Aix-la-Chapelle (1976)
- Médaille saint-Liboire pour l'unité et la paix (1977)
- Médaille d'Or Gustav Stresemann (1979)
- Prix Robert Schuman
- Prix du Docteur Heinrich Brauns (de) (1994)
- Médaille d'Or Chateaubriand (1991)